# Basquetebol do Minas Tênis Clube
O Basquetebol do Minas Tênis Clube é o departamento de basquetebol do clube poliesportivo brasileiro de mesmo nome, sediado na cidade de Belo Horizonte, em Minas Gerais. Ele é mais conhecido como Minas Storm Basquete ou simplesmente Minas.

## História
O basquete do Minas surgiu em 1937 e foi um dos primeiros esportes a dar bons resultados ao clube. A primeira medalha olímpica conquistada por um atleta do Minas foi com o jogador de basquete Moisés Blás, que integrou a seleção brasileira nos Jogos de Roma, em 1960. Com grande tradição no basquete, a equipe minastenista participa do Campeonato Brasileiro desde quando este tinha o nome de Taça Brasil. A primeira disputa no certame ocorreu em 1966 e o Minas ficou com o terceiro lugar, colocação que se repetiu na Taça Brasil de Basquete de 1971. Quando o Campeonato Brasileiro passou a se chamar Campeonato Nacional de Basquete, as melhores participações do Minas foram em 2003 e em 2008, terminando as duas edições em terceiro.
Em 2007, sob o comando de Flávio Davis, o Minas conquistou seu título mais importante no basquete: o Campeonato Sul-Americano de Clubes Campeões, realizado em Brasília. No último jogo, o Minas derrotou o Duros de Lama, da Venezuela, por 89 a 74, e, nos critérios de desempate, superou o Boca Juniors e ficou em primeiro lugar. A campanha do clube na competição foi de quatro vitórias e apenas uma derrota, em cinco jogos realizados.
Depois da conquista do título sul-americano, o Minas obteve o quarto lugar em três participações em competições internacionais: na segunda edição de 2009 da Liga Sul-Americana e nas edições de 2007-08 e 2008-09 da Liga das Américas.
A equipe possui mais temporadas consecutivas na elite do basquetebol brasileiro, tendo disputado todas edições do principal campeonato nacional da modalidade desde 2002 (o Franca não disputou o Campeonato Nacional de Basquete de 2008, devido ao boicote das equipes paulistas à competição).
O Minas foi um dos fundadores do Novo Basquete Brasil. As melhores campanhas do clube foram no NBB 2008-09 e no NBB 2020-21 (ambos em terceiro lugar). A nível estadual, conquistou o Campeonato Mineiro por 20 vezes, sendo a última em 2018.
Na temporada 2020-21, o Minas Storm voltou a disputar uma competição internacional após dois anos: a Basketball Champions League Américas. A equipe chegou até a semifinal, onde foi derrotada pelo Real Estelí (Nicarágua) por 98 a 95. Na decisão do terceiro lugar, o time minastenista derrotou o São Paulo por 75 a 58 e ficou com o bronze.
Na temporada 2021-22, o Minas conquistou o seu primeiro título de abrangência nacional: a Copa Super 8. Para sagrar-se campeão, o clube venceu a Unifacisa, nas quartas, por 88 a 84; suplantou o Flamengo, em pleno ginásio do Maracanãzinho, por 71 a 63; e na decisão, venceu o São Paulo em um jogo emocionante e decidido no último segundo, por 78 a 77.
As categorias de base também são destaque no clube, conquistando títulos estaduais, nacionais e internacionais. 

## Títulos
| Continentais | Continentais                                | Continentais | Continentais |
|              | Competição                                  | Títulos      | Temporada |
| ------------ | ------------------------------------------- | ------------ | --- |
|              | Campeonato Sul-Americano de Clubes Campeões | 1            | 2007 |
| Nacionais    |                                             |              | |
|              | Competição                                  | Títulos      | Temporada |
| Brasil       | Copa Super 8                                | 1            | 2021-22 |
| Estaduais    |                                             |              | |
|              | Competição                                  | Títulos      | Temporada |
| Minas Gerais | Campeonato Mineiro                          | 20           | 1964, 1965, 1966, 1967, 1968, 1969, 1970, 1971, 1978, 1987, 1991, 1993, 1994, 1995, 1997, 2007, 2008, 2009, 2015 e 2018 |

### Outros torneios
- Campeonato Metropolitano: 5 vezes (1985, 1986, 1988, 1991 e 1994).
- Torneio Interestadual: 1986.
- Torneio Minas/Rio: 1991.
- Torneio Selector: 1991.
- Torneio Mercosul: 1993.
- Torneio José Bento: 1993.
- International Tournament Haarlem Basketball Week: 2007.
- Etapa de Vitória da Copa Sudeste: 2008.
- Torneio Integração: 2019.

## Últimas temporadas
Legenda:
| Campeão Vice-campeão | Classificado à Champions League Classificado à Liga Sul-Americana | NBB = Novo Basquete Brasil |